# Konica Cup
Il Challenge '92 Soccer Championship (チャレンジ'92選手権大会で?), conosciuto anche con il nome di Konica Cup (コニカカップ?) per ragioni di sponsorizzazione, è stato un torneo calcistico giapponese organizzato dalla Japan Soccer League come evento propedeutico all'introduzione del professionismo nella massima divisione calcistica nazionale e come allenamento per le nazionali minori, allora in lizza per la qualificazione alle Olimpiadi di Barcellona.

## Formato
Il torneo vedeva la partecipazione delle dodici squadre che prendevano parte alla prima divisione della Japan Soccer League, più le selezioni Under 19 e Under 21 della Nazionale. Il lotto delle partecipanti veniva diviso equamente in due gironi all'italiana con i match disputati in gara unica. Per quanto riguarda l'assegnazione dei punti, era contemplato un sistema differente da quello del campionato: la vincitrice otteneva tre punti e la perdente zero, non era previsto il pareggio e, in caso di vittoria maturata oltre i tempi regolamentari, la vincitrice otteneva due punti. Il regolamento prevedeva inoltre l'assegnazione di un punto per ogni paio di reti segnate nel corso di un match.
Alla fase iniziale a gironi seguiva il turno di semifinale, costituite da sfide incrociate tra le prime e le seconde dei gironi e infine la finale, disputata a gara unica al National Stadium di Tokyo. Al termine del torneo veniva inoltre assegnato il premio fair play per la squadra e per il migliore giocatore della manifestazione.

## Albo d'oro
| Stagione | Vincitore     | Risultato                     | Finalista     | Premio fair play | Miglior giocatore | Note  |
| -------- | ------------- | ----------------------------- | ------------- | ---------------- | ----------------- | ----- |
| 1990     | Yomiuri       | 2 - 1                         | Yamaha Motors | Toshiba          | Ruy Ramos         | [ 1 ] |
| 1991     | Toyota Motors | 4 - 4 (d.t.s.) 2 - 1 (d.c.r.) | Honda Motor   | JR-East Furukawa | Paulinho Criciúma | [ 2 ] |